# Nagroda im. Grzegorza Palki
Nagroda im. Grzegorza Palki – polska nagroda samorządowa przyznawana corocznie od 1998 przez Ligę Krajową, ustanowiona uchwałą zgromadzenia tej organizacji z 18 maja 1997.

## Charakterystyka
Nagroda przyznawana jest osobom, które w swoich dokonaniach rozwoju samorządności przyczyniają się do propagowania i ugruntowania idei samorządności w Polsce. Chodzi tu m.in. o dokonania ustawodawcze, czy naukowe. Patronem nagrody jest łódzki samorządowiec – Grzegorz Palka (w kapitule nagrody zasiada m.in. jego żona – Jadwiga Palka). Nagrodę stanowią dyplom i medal. O przyznanie nagrody mogą wnioskować posłowie i senatorowie RP, oddziały Ligi Krajowej oraz jej organy statutowe, organy samorządu terytorialnego, a także związki i stowarzyszenia samorządowe. Nagrodę przyznaje się w trzech dziedzinach: ogólnopaństwowej, działalności samorządowej w wymiarze ogólnokrajowym, działań w samorządzie lokalnym w znaczeniu ponadlokalnym.

## Laureaci

### Laureaci nagrody w dziedzinie ogólnopaństwowej
- 1998: Jerzy Buzek, Michał Kulesza
- 1999: Irena Lipowicz, Jerzy Regulski
- 2000: Daniel Fried, Marian Krzaklewski
- 2001: Barbara Imiołczyk, Jerzy Kropiwnicki
- 2002: ks. Kazimierz Kurek
- 2003: Grzegorz Bierecki
- 2004: Lech Kaczyński
- 2005: Waldy Dzikowski
- 2006: Brunon Synak
- 2007: Grażyna Gęsicka, Danuta Hübner
- 2008: Władysław Ortyl
- 2009: Mirosław Stec, Leszek Świętalski
- 2010: Witold Krochmal, Jerzy Zająkała
- 2011: Elżbieta Bieńkowska, Tadeusz Woźniak
- 2012: nie przyznano
- 2013: Olgierd Dziekoński, Wojciech Szczurek, Marek Woźniak
- 2014: Zygmunt Berdychowski
- 2015: Janusz Król, Jacek Protas, Jerzy Stępień
- 2016: Andrzej Drętkiewicz, Olgierd Geblewicz, Hubert Izdebski
- 2017: Elżbieta Rafalska[1]

### Laureaci nagrody w dziedzinie działalności samorządowej w wymiarze ogólnokrajowym
- 1998: Andrzej Porawski, Mariusz Poznański, Włodzimierz Tomaszewski
- 1999: Maria Sierakowska, Jan Golba
- 2000: Ireneusz Niewiarowski, Jan Olbrycht
- 2001: Marek Nawara, Marek Olszewski
- 2002: Bogdan Cybulski
- 2003: Piotr Uszok, Ludwik Węgrzyn
- 2004: Jan Maciej Czajkowski, Zygmunt Frankiewicz
- 2005: Ryszard Grobelny, Krzysztof Iwaniuk
- 2006: Jerzy Widzyk
- 2007: Rafał Dutkiewicz, Jan Kozłowski
- 2008: Tadeusz Chruszcz, Władysław Husejko
- 2009: Kazimierz Barczyk, Adam Struzik
- 2010: Ewa Filipiak, Marcin Jabłoński
- 2011: Paweł Adamowicz, Stanisław Bodys, Józef Sebesta
- 2012: Małgorzata Mańka-Szulik, Dariusz Antoni Strugała
- 2013: Robert Godek, Eugeniusz Gołembiewski
- 2014: Wojciech Murdzek, Andrzej Pietrasik
- 2015: Wojciech Długoborski, Mirosław Lech, Krzysztof Żuk
- 2016: Lesław Fijał, Konrad Rytel, Sławomir Snarski
- 2017: Janusz Bodzicki, Lucjusz Nadbereżny, Sławomir Sosnowski[1]

### Laureaci nagrody w dziedzinie działań w samorządzie lokalnym w znaczeniu ponadlokalnym
- 1998: Adam Bachleda-Curuś, Mirosław Kruszyński
- 1999: Barbara Głąb, Julian Golak, Mieczysław Struk
- 2000: Norbert Urbaniec
- 2001: Marian Goliński, Andrzej Grzybowski
- 2002: Andrzej Kicman, Mirosław Owczarek, Jan Mielczarek
- 2003: Kazimierz Jaworski, Stanisław Ożóg
- 2004: Tadeusz Arkit, Marek Miros
- 2005: Robert Choma, Jacek Karnowski, Andrzej Pająk
- 2006: Jerzy Boksznajder, Adam Fudali
- 2007: Andrzej Franciszek Bąk, Iwona Szkopińska[potrzebny przypis], Michał Zalewski[2]
- 2008: Hubert Kurzał, Wojciech Lubawski
- 2009: Maciej Frankiewicz, Marek Tramś
- 2010: Michał Karalus, Małgorzata Węgrzyn
- 2011: Paweł Kozera, Krzysztof Lipski
- 2012: Józef Kaczmarek, Zofia Oszacka, Zenon Szczepankowski
- 2013: Marek Chrzanowski, Michał Zaleski, Ryszard Zembaczyński
- 2014: Wojciech Buczak, Józef Michalik
- 2015: Adam Markowski, Małgorzata Zuzanna Nowak, Zenon Rodzik, Jan Szyma
- 2016: Marian Adam Buras, Janusz Gromek, Dariusz Wróbel
- 2017: Danuta Kamińska, Józef Swaczyna, Bogdan Taranowski, Janusz Żmurkiewicz[1]